# Cyclothyrophorus salvini
Cyclothyrophorus salvini är en mångfotingart som beskrevs av Pocock 1908. Cyclothyrophorus salvini ingår i släktet Cyclothyrophorus och familjen Atopetholidae. Inga underarter finns listade i Catalogue of Life.